# Segunda batalla de Ramadi (2006)

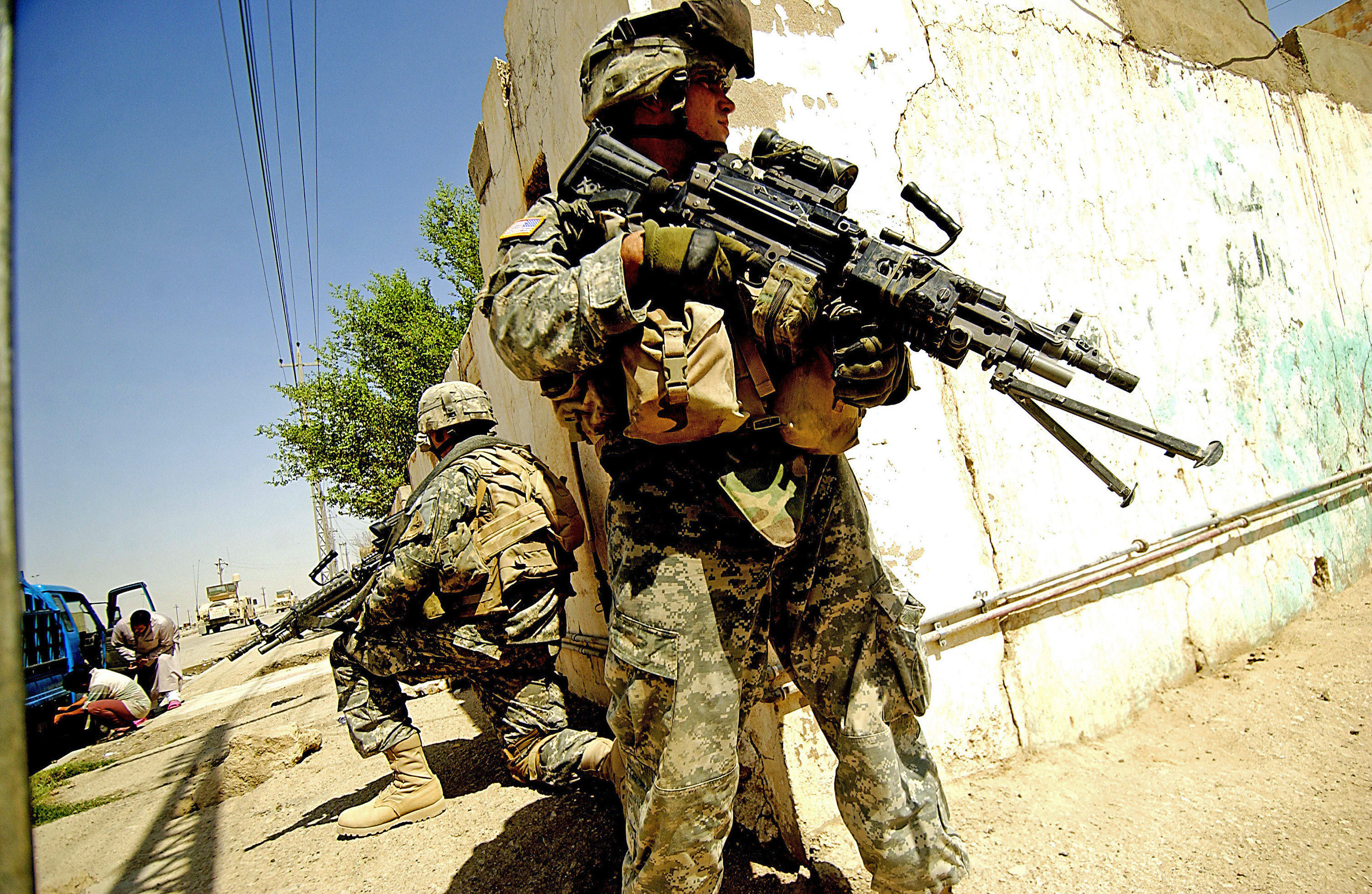
soldados estadounidenses patrullando Ramadi

La Segunda batalla de Ramadi (junio - noviembre de 2006) fue una batalla durante la guerra de Irak por el control de la capital de la provincia de Al Anbar (Ramadi) en el oeste de Irak. Soldados de EE. UU., los marines de EE. UU., Navy SEALs de la Marina y fuerzas de seguridad iraquíes lucharon contra los insurgentes por el control de ubicaciones clave en Ramadi, incluyendo el Centro de Gobierno y el Hospital General.
El Navy SEAL Michael A. Monsoor fue galardonado a título póstumo con la Medalla de Honor de las acciones durante la batalla. El 29 de septiembre de 2006, se arrojó sobre una granada que amenazaba la vida de los otros miembros de su equipo. Monsoor había sido condecorado con la Estrella de Plata en mayo para rescatar a un camarada herido en la ciudad.
La batalla también marcó el primer uso de bombas de cloro por los insurgentes durante la guerra. El 21 de octubre de 2006, los insurgentes detonaron un carro bomba con dos tanques de cloro de 100 libras, hiriendo a tres policías iraquíes y un civil en Ramadi.

## Preparativos
El 14 de junio, EE. UU. y las fuerzas iraquíes en Bagdad comenzaron la Operación Juntos Adelante, una operación destinada a frenar la violencia sectaria en la capital.
A principios de junio de 2006, la primera Brigada de Combate de la 1 ª División Blindada de los EE. UU. y los elementos de la Brigada de Combate 2 de la 1 ª División Blindada fueron desplegados en la zona de Ramadi de Tal Afar, y comenzaron los preparativos para contratacar a los insurgentes en la capital de Al Anbar, Ramadi. En esta confrontación se temía un nuevo ataque al estilo Fallujah. Sin embargo, el comandante de EE. UU. de AD 1.1 decidió tomarlo con calma en voz baja, sin necesidad de utilizar armas pesadas, apoyo aéreo, artillería o fuego de los tanques. El 10 de junio, las tropas de EE. UU. habían "acordonado" la ciudad. Ataques aéreos de EE. UU. contra áreas residenciales fueron en aumento, y las tropas de EE. UU. salieron a las calles con altavoces para advertir a los civiles de un inminente ataque feroz.
Los preparativos para el ataque habían estado en marcha desde hacía semanas. El objetivo de la operación era cortar reabastecimiento y refuerzos a los insurgentes en Ramadi por hacerse con el control de los puntos clave de entrada a la ciudad. Las fuerzas de EE. UU. también se proponían establecer nuevos puestos avanzados de combate (COPs) y bases de patrullas en toda la ciudad, alejándose de su base de operaciones con el fin de hacer participar a la población y establecer relaciones con los líderes locales.
El 17 de junio, hubo varias escaramuzas con los rebeldes que mataron a dos soldados estadounidenses.

## La batalla
La operación tuvo un éxito inicial, pero el efecto que los estadounidenses querían lograr no sucedió. Muy pronto las fuerzas estadounidenses se estancaron en una pesada lucha callejera en toda la ciudad. Los insurgentes lanzaron ataques con objeto de golpear y correr en los puestos recién creados por la coalición, que fueron asaltados a veces por unos 100 insurgentes en un momento. En una gran batalla el 24 de julio, las fuerzas de Al Qaeda se pusieron en marcha una serie de ataques en toda la ciudad.
El principal objetivo a lo largo de la campaña fue el Centro de Gobierno de Ramadi que estaba guarnecida por los marines de EE. UU., se hallaban barricadas en todo el edificio. En un intento por reducir los ataques, las fuerzas de EE. UU. demolieron varios edificios del centro de gobierno y tenían previsto convertirlo en un área del parque.
Ataques con bombas y emboscadas en las carreteras de las patrullas y en las calles sucedieron casi cada vez que los marines salieron del cable. Ataques de los francotiradores también fueron una amenaza constante para los marines durante la batalla. También hubo varios atentados suicidas y ataques a los puestos de avanzada. Un francotirador utilizó el cuarto piso del Hospital General de Ramadi para matar a un número de marines antes de ser contra-atacado desde un escondite.
A principios de julio las fuerzas estadounidenses lograron presionar lo suficientemente profundo en la ciudad para llegar al hospital General de Ramadi, que fue capturado por el 3 º Batallón, 8 º Regimiento de Marina el 5 de julio. No hubo resistencia por parte de la insurgencia en la toma del hospital.
A mediados de septiembre de 2006, el 1.er Batallón, Infantería de Marina sexto (1-6), relevó el 3 º Batallón, Infantería de Marina octavo en el oeste de Ramadi. El comandante del batallón, el teniente coronel Jurney, desplegó sus tropas en toda la ciudad. La Compañía Alfa fue enviada a PO VA, un puesto de combate cerca de un gran edificio de tres pisos en la calle 17. OP VA fue blanco de un ataque insurgente en abril de 2006. Los insurgentes llevaron un camión cargado con 1000 kilos de explosivos hasta el puesto de avanzada que explotó. Los insurgentes con armas pequeñas y RPG produjeron un gran tiroteo. Los infantes de marina finalmente enfrentaron el ataque sin víctimas graves. La Compañía Bravo se instaló en el Centro de Gobierno de Ramadi y la Compañía Charlie fue enviado a OP Hawk, el puesto de combate principal alrededor del Hospital General de Ramadi
A mediados de noviembre por lo menos 75 soldados estadounidenses e infantes de marina murieron junto con un número desconocido de soldados y policías iraquíes. El comandante de EE. UU., el Coronel Sean MacFarland (comandante principal de las tropas durante la batalla), afirmó que 750 insurgentes murieron en los combates en Ramadi y que sus fuerzas habían asegurado el 70% de la ciudad.